# Contract Net
Das Contract Net bezeichnet in der Informatik ein Protokoll um Aufgaben zu verteilen bzw. anzunehmen und ist ein Ansatz für verteilte Problemlösung (distributed problem solving) in einem Multiagentensystem.
Es besteht dabei aus folgenden Phasen:
1. Recognition: Der Agent merkt, dass er Unterstützung von weiteren Agenten benötigt, um ein Problem zu lösen. Die Hauptaufgabe wird in Teilaufgaben aufgeteilt.
2. Announcement: Eine Spezifikation der Aufgabe muss erstellt werden; sie besteht u. a. aus der Beschreibung der Aufgabe, Einschränkungen (Quality of Service, Zeit) und Meta-Informationen. Diese Spezifikation wird dann weiter verteilt.
3. Bidding: Die übrigen Agenten entscheiden, ob sie fähig sind die Aufgabe zu lösen. Falls ja geben sie ein Gebot für die Aufgabe ab.
4. Awarding & Expediting: Der Aufgaben verteilende Agent vergibt die Aufgabe, durch die beteiligten Agenten wird die geforderte Aufgabe realisiert.